# Wapen van Tegelen

Het wapen van de voormalige gemeente Tegelen.

Het wapen van Tegelen is een combinatie van Sint Martinus, de beschermheilige van Tegelen en het wapen van Gulik. Het gemeentewapen werd op 11 december 1896 bij koninklijk besluit aan de gemeente Tegelen verleend.

## Geschiedenis
Het gemeentewapen is gebaseerd op het gemeentezegel, waarvan de eerste bekende afbeelding uit 1556 dateert. In 1429, toen de Tegelse schepenen aan hun buren in Kaldenkerken en Bracht verzochten om een brief van hun zegel te voorzien, had Tegelen in elk geval nog geen eigen zegel. Het zegel bestaat uit een afbeelding van Sint Martinus te paard, naar rechts gewend en zijn mantel delend met een bedelaar. Het opschrift luidt: 
S. MARTIN, PATRON THO TEGELEN
. Dit gemeentezegel werd gebruikt tot aan de Franse bezetting. Onder Frans bewind werd dit zegel vervangen door een stempel met de Franse adelaar. Daarna werd, onder Nederlands bewind, een stempel met het onderschrift 
GEMEENTEBESTUUR VAN TEGELEN
 gebruikt. In de Belgische tijd was dit een stempel met de Belgische leeuw en de tekst 
ADMINISTRATION COMMUNAL DE TEGELEN LIMBOURG
. Op 27 januari 1896, toen de Maastrichtse rijksarchivaris contact opnam met het Tegelse gemeentebestuur, had het dorp als een van de weinige gemeenten in Limburg nog geen officieel gemeentewapen. Aanvankelijk wilde Tegelen de heilige niet laten terugkeren op het wapen ten gunste van de Gulikse leeuw, maar de gemeentearchivaris drong aan op zeker behoud. Hierop werd een compromis gesloten, waarbij zowel heilige als leeuw een plek kregen op het wapen. Aanvankelijk zou Sint-Martinus, gedragen op een schild worden afgebeeld, op zijn beurt weer een schild met een afbeelding van de Gulikse leeuw vasthoudend. Dit ontwerp werd door de Hoge Raad van Adel afgekeurd vanwege heraldische regels. In november van dat jaar diende Tegelen een nieuw ontwerp in, dat overgenomen werd.

## Blazoen
Het blazoen dat bij de Hoge Raad van Adel bekend is, luidt als volgt:
Doorsneden: boven in keel St.Maarten, gedekt met een gepluimden helm en gekleed met een wapenrok en brodekijnen, alles van goud, en gehuld in een mantel van zilver; gezeten op een paard van natuurlijke kleur, met toom en dekriemen van goud, gaande over een grasgrond van sinopel, met een zilveren zwaard in de rechterhand snijdt hij een stuk van zijn mantel af hetwelk hij geeft aan een nevens het paard staanden naakten bedelaar van natuurlijke kleur, de lendenen omgord met een tasch en gordel van sabel; onder in goud een leeuw van sabel, getongd en genageld van keel (Gulik).
Het wapen werd door de gemeente Tegelen gevoerd tot 2001, toen Tegelen bij Venlo werd gevoegd.